# Finanzgericht des Landes Brandenburg
Das Finanzgericht des Landes Brandenburg ist ein nicht mehr bestehendes Gericht der Finanzgerichtsbarkeit im Bundesland Brandenburg.
Zum 1. Januar 2007 ist das Gericht mit dem Finanzgericht Berlin zu einem für die Bundesländer Berlin und Brandenburg zuständigen gemeinsamen Finanzgericht Berlin-Brandenburg mit Sitz in Cottbus fusioniert worden.
Das Finanzgericht des Landes Brandenburg war bundesweit führend auf dem Gebiet des elektronischen Rechtsverkehrs.

## Gerichtssitz und -bezirk
Das Finanzgericht (FG) hatte seinen Sitz in Cottbus; der Bezirk entsprach dem Gebiet des gesamten Bundeslandes.

## Gerichtsgebäude
Das Finanzgericht war im Justizzentrum in Cottbus unter der Anschrift Von-Schön-Straße 10 untergebracht.

## Geschichte
Im Zuge der Errichtung einer Finanzgerichtsbarkeit nach der Wiedervereinigung wurde das Finanzgericht des Landes Brandenburg am 1. Januar 1993 errichtet.

## Instanzenzug
Da die Finanzgerichtsbarkeit zweistufig aufgebaut ist, war das Finanzgericht des Landes Brandenburg zwar gemäß § 2 FGO ein oberes Landesgericht, gleichwohl jedoch als Eingangsgericht in erster Instanz tätig. Ihm übergeordnet war der Bundesfinanzhof in München.

## Leitung
Präsident des Finanzgerichts war bis zum 31. Dezember 2005 Wolfram Hartig. Sein Nachfolger wurde zum 1. April 2006 der bisherige Vizepräsident Claus Lambrecht, in der Zwischenzeit war die Stelle unbesetzt.